# Jay Zuckerman
Jay Zuckerman (* nach 1940) ist ein US-amerikanischer Filmschauspieler und Filmproduzent, der 1980 für und mit dem Kurzfilm Solly’s Diner gemeinsam mit Larry Hankin und Harry Mathias für einen Oscar nominiert war.

## Karriere
Über Jay Zuckerman sind Informationen, die über seine vier Filme hinausgehen, nicht verfügbar. Erstmals tauchte sein Name 1978 als Darsteller einer Folge der Fernsehserie The Next Step Beyond auf, einer aktualisierten Version der gleichnamigen Serie aus den späten 1950/1960er-Jahren, die auf der Suche nach wahren Spukgeschichten war. In Folge 16 Out of Body war Zuckerman als Vorsitzender in einem Gerichtsverfahren besetzt, in dem der Verlobte einer jungen ermordeten Frau verhaftet und angeklagt worden war. 1980 wirkte Zuckerman dann an dem Kurzfilm Solly’s Diner als Produzent mit und erhielt gemeinsam mit Larry Hankin und Harry Mathias eine Oscarnominierung. Der Film zeigt einen Obdachlosen, der sich ein Frühstück erschleichen will und andeutet, dass er im Besitz einer Waffe ist. Ihm kommt jedoch ein sogenannter Geschäftsmann dazwischen, der das Diner seinerseits ausrauben will. Der Oscar ging jedoch an Ron Ellis und Sarah Pillsbury und deren Film Board and Care, der von einem jungen Paar mit Down-Syndrom handelt, das davon träumt, miteinander zu leben. 
In dem Action-Filmdrama The Retrievers – Zum Töten abgerichtet geht es um einen Exagenten, der Machenschaften der CIA aufdecken will und dabei in Gefangenschaft gerät, jedoch von einem Neuling gerettet wird. Zuckermann war, wie auch in seinen vorhergehenden Filmen, in einer kleineren Rolle besetzt, hier als Wolfenbach. In seinem letzten bekannten Film Sparkle’s Tavern geht es um ein Geschwisterpaar, das ein Bordell führt und Angst davor hat, dass ihre konservative Mutter das herausfinden könnte. Zuckermann spielte in diesem Film eine tragende Rolle als Larson.

## Filmografie (Auswahl)
- 1978: The Next Step Beyond (Fernsehserie, Folge Out of Body)
- 1980: Solly’s Diner (Kurzfilm; Produzent)
- 1982: The Retrievers – Zum Töten abgerichtet (The Retrievers)
- 1985: Sparkle’s Tavern

## Auszeichnung
- Oscarverleihung 1980: Oscarnominierung für und mit dem Kurzfilm Solly’s Diner
in der Kategorie „Bester Kurzfilm“ gemeinsam mit Larry Hankin und Harry Mathias